# Yang Xiaojun
Yang Xiaojun, född 18 maj 1963 i Peking, är en kinesisk före detta volleybollspelare. Hon blev olympisk guldmedaljör i volleyboll vid sommarspelen 1984 i Los Angeles.